# Baldoyle
Baldoyle (irl. Baile Dúill) – jedna z dzielnic Dublina. Położona na północy Dublina. Administracyjnie należy do hrabstwa Fingal.
Baldoyle graniczy z Donaghmede, Portmarnock, Sutton oraz Bayside.